# Rendez-vous à Farpoint
Rendez-vous à Farpoint est le premier épisode de la première saison de la série télévisée Star Trek : La Nouvelle Génération. Il est diffusé pour la première fois le 28 septembre 1987 en syndication.

## Synopsis
Le capitaine Jean-Luc Picard prend le commandement de l'USS Enterprise, et pose pour la première fois le pied sur un vaisseau de classe Galaxy, fierté de Starfleet et navire amiral de la Fédération des planètes unies. Sa première mission consiste à se rendre à la nouvelle station Farpoint pour y récupérer une partie de l'équipage : son premier officier, William T. Riker, son ingénieur en chef, Geordi LaForge et son médecin en chef, le Dr Beverly Crusher.
En chemin, le vaisseau est intercepté et immobilisé par une créature quasi omnipotente du nom de Q. Celui-ci enlève le capitaine et le traduit devant un curieux tribunal, accusant Picard et l'humanité de barbarie. Si Picard échoue dans sa mission, l'humanité entière disparaîtra.

## Distribution
- Patrick Stewart (VF : Alain Choquet) : capitaine Jean-Luc Picard
- Jonathan Frakes (VF : Bernard Bollet) : commandeur William T. Riker
- Brent Spiner (VF : Jean-Pol Brissart) : lieutenant commandeur Data
- LeVar Burton (VF : Gérard Malabat) : lieutenant commandeur Geordi La Forge
- Michael Dorn (VF : Michel Blin) : lieutenant Worf
- Gates McFadden (VF : Valérie Jeannet) : Dr Beverly Crusher
- Marina Sirtis (VF : Anne Plumet) : conseiller Deanna Troi
- Colm Meaney (VF : Jean-Pierre Rigaux) : chef Miles O'Brien
- Denise Crosby (VF : Laurence Dourlens) : lieutenant Tasha Yar
- Wil Wheaton (VF : Nicolas Grossetête) : enseigne Wesley Crusher

## Production
Initialement, cet épisode était prévu pour être produit comme deux épisodes différents. D.C. Fontana s'occupait du scénario de Farpoint, et Gene Roddenberry du scénario avec Q, que Roddenberry a baptisé ainsi en hommage à l'une de ses amies, Janet Quarton. Les deux épisodes existent également en deux histoires séparées, avec quelques plans supplémentaires afin de rendre les épisodes plus compréhensibles.

## Diffusion
- États-Unis : 28 septembre 1987 en syndication
- France : 10 décembre 1996 sur Canal Jimmy